# Iron Butterfly: The Triple Album Collection
Iron Butterfly: The Triple Album Collection è il secondo box-set del gruppo musicale Iron Butterfly pubblicato nel 2012 dalle etichette Rhino, Warner Music e Atlantic.

## Dischi
- 1968 - Heavy
- 1968 - In-A-Gadda-Da-Vida
- 1970 - Live